# Puchar Narodów Afryki 2012 (kwalifikacje)
W eliminacjach do Pucharu Narodów Afryki 2012 wzięły udział 44 afrykańskie reprezentacje państwowe. W kwalifikacjach nie grali gospodarze: Gabon i Gwinea Równikowa. Pierwotnie nie miało grać także Togo, które zdyskwalifikowano w 2010 roku z udziału w dwóch kolejnych edycjach turnieju (jako karę za rezygnację z udziału w PNA 2010). Tamtejszy związek odwołał się jednak od decyzji CAF do Sportowego Sądu Arbitrażowego i udało mu się wygrać. Reprezentację Toga dokooptowano ostatecznie do Grupy K. 30 czerwca, po słabym wyniku Nigerii na Mundialu, prezydent tego kraju, Goodluck Jonathan zawiesił reprezentację na dwa lata, co oznaczało, iż Nigeria nie zagra w eliminacjach i w grupie B będą rywalizowały tylko trzy zespoły. Jednak 5 lipca, pod wpływem gróźb ze strony FIFA, Jonathan odwołał swoją decyzję. Przed rozpoczęciem rozgrywek wycofała się jeszcze Mauretania.

## Podział na koszyki
CAF podzieliła afrykańskie reprezentacje na cztery koszyki, każdy koszyk po jedenaście zespołów. W koszyku 1 znalazły się drużyny, które osiągnęły najlepszy wynik w 27 Pucharze Narodów Afryki (ćwierćfinaliści + trzy najlepsze zespoły w rundzie grupowej), do pozostałych trzech koszyków przydzielono na podstawie rankingu FIFA. W eliminacjach, oprócz drużyn wspomnianych na początku artykułu, nie uczestniczyły także:
- Dżibuti
- Erytrea
- Lesotho
- Reunion
- Seszele
- Somalia
- Wyspy Świętego Tomasza i Książęca
- Zanzibar

| Koszyk 1 | Koszyk 2 | Koszyk 3 | Koszyk 4 |
| --- | --- | --- | --- |
| - Egipt - Ghana - Nigeria - Algieria - Kamerun - Angola - Zambia - Wybrzeże Kości Słoniowej - Burkina Faso - Mali - Tunezja | - Maroko - Benin - Uganda - Południowa Afryka - Malawi - Mozambik - Gwinea - Senegal - Gambia - Republika Zielonego Przylądka - Kongo | - Rwanda - Tanzania - Sudan - Namibia - Demokratyczna Republika Konga - Kenia - Libia - Zimbabwe - Botswana - Etiopia - Sierra Leone | - Suazi - Czad - Burundi - Madagaskar - Liberia - Niger - Komory - Mauritius - Mauretania - Republika Środkowoafrykańska - Gwinea Bissau |

Gabon znalazłby się w koszyku 1, Gwinea Równikowa 4, a Togo 2.

## Format rozgrywek
Drużyny z koszyków rozlosowano 21 lutego 2010, w Lumumbashi w Demokratycznej Republice Konga, do jedenastu (A - K) grup, każda po cztery zespoły. Do Pucharu Narodów Afryki mieli awansować zwycięzcy grup oraz dwa najlepsze zespoły z drugich miejsc grup od A do J i drugi zespół grupy K. Pierwotnie miały awansować trzy najlepsze drużyny z tych pozycji, ale ponieważ po dołączeniu Toga jedna z grup była większa, zdecydowano, iż jej wicelider awansuje bez konieczności uzyskiwania jednego z trzech najlepszych wyników.

## Rozgrywki
Eliminacje rozpoczęły się w lipcu 2010, a zakończyły w październiku 2011.

### Grupa A
| Msc. | Zespół                        | M | W | R | P | Br+ | Br- | Pkt |
| ---- | ----------------------------- | - | - | - | - | --- | --- | --- |
| 1    | Mali                          | 6 | 3 | 1 | 2 | 9   | 6   | 10  |
| 2    | Republika Zielonego Przylądka | 6 | 3 | 1 | 2 | 7   | 7   | 10  |
| 3    | Zimbabwe                      | 6 | 2 | 2 | 2 | 7   | 5   | 8   |
| 4    | Liberia                       | 6 | 1 | 2 | 3 | 7   | 12  | 5   |

### Grupa B
| Msc. | Zespół     | M | W | R | P | Br+ | Br- | Pkt |
| ---- | ---------- | - | - | - | - | --- | --- | --- |
| 1    | Gwinea     | 6 | 4 | 2 | 0 | 13  | 5   | 14  |
| 2    | Nigeria    | 6 | 3 | 2 | 1 | 12  | 5   | 11  |
| 3    | Etiopia    | 6 | 2 | 1 | 3 | 8   | 13  | 7   |
| 4    | Madagaskar | 6 | 0 | 1 | 5 | 4   | 14  | 1   |

### Grupa C
| Msc. | Zespół   | M | W | R | P | Br+ | Br- | Pkt |
| ---- | -------- | - | - | - | - | --- | --- | --- |
| 1    | Zambia   | 6 | 4 | 1 | 1 | 11  | 2   | 13  |
| 2    | Libia    | 6 | 3 | 3 | 0 | 6   | 1   | 12  |
| 3    | Mozambik | 6 | 2 | 1 | 3 | 4   | 7   | 7   |
| 4    | Komory   | 6 | 0 | 1 | 5 | 2   | 14  | 1   |

### Grupa D
| Msc. | Zespół                       | M | W | R | P | Br+ | Br- | Pkt |
| ---- | ---------------------------- | - | - | - | - | --- | --- | --- |
| 1    | Maroko                       | 6 | 3 | 2 | 1 | 8   | 2   | 11  |
| 2    | Republika Środkowoafrykańska | 6 | 2 | 2 | 2 | 5   | 5   | 8   |
| 3    | Algieria                     | 6 | 2 | 2 | 2 | 4   | 7   | 8   |
| 4    | Tanzania                     | 5 | 1 | 2 | 3 | 5   | 8   | 5   |

### Grupa E
| Msc. | Zespół                        | M | W | R | P | Br+ | Br- | Pkt |
| ---- | ----------------------------- | - | - | - | - | --- | --- | --- |
| 1    | Senegal                       | 6 | 5 | 1 | 0 | 16  | 2   | 16  |
| 2    | Kamerun                       | 6 | 3 | 2 | 1 | 12  | 5   | 11  |
| 3    | Demokratyczna Republika Konga | 6 | 2 | 1 | 3 | 10  | 11  | 7   |
| 4    | Mauritius                     | 6 | 0 | 0 | 6 | 2   | 22  | 0   |

### Grupa F
| Msc. | Zespół       | M | W | R | P | Br+ | Br- | Pkt |
| ---- | ------------ | - | - | - | - | --- | --- | --- |
| 1    | Burkina Faso | 4 | 3 | 1 | 0 | 12  | 3   | 10  |
| 2    | Gambia       | 4 | 1 | 1 | 2 | 5   | 6   | 4   |
| 3    | Namibia      | 4 | 1 | 0 | 3 | 3   | 11  | 3   |

 Mauretania wycofała się z rywalizacji jeszcze przed startem rozgrywek.

### Grupa G
| Msc. | Zespół            | M | W | R | P | Br+ | Br- | Pkt |
| ---- | ----------------- | - | - | - | - | --- | --- | --- |
| 1    | Niger             | 6 | 3 | 0 | 3 | 6   | 8   | 9   |
| 2    | Południowa Afryka | 6 | 2 | 3 | 1 | 4   | 2   | 9   |
| 3    | Sierra Leone      | 6 | 2 | 3 | 1 | 5   | 5   | 9   |
| 4    | Egipt             | 6 | 1 | 2 | 3 | 5   | 5   | 5   |

### Grupa H
| Msc. | Zespół                   | M | W | R | P | Br+ | Br- | Pkt |
| ---- | ------------------------ | - | - | - | - | --- | --- | --- |
| 1    | Wybrzeże Kości Słoniowej | 6 | 6 | 0 | 0 | 19  | 4   | 18  |
| 2    | Rwanda                   | 6 | 2 | 0 | 3 | 5   | 15  | 6   |
| 3    | Burundi                  | 6 | 1 | 1 | 3 | 7   | 9   | 5   |
| 4    | Benin                    | 6 | 1 | 1 | 3 | 8   | 11  | 5   |

### Grupa I
| Msc. | Zespół | M | W | R | P | Br+ | Br- | Pkt |
| ---- | ------ | - | - | - | - | --- | --- | --- |
| 1    | Ghana  | 6 | 5 | 1 | 0 | 13  | 1   | 16  |
| 2    | Sudan  | 6 | 4 | 1 | 1 | 8   | 3   | 13  |
| 3    | Kongo  | 6 | 1 | 1 | 4 | 4   | 10  | 3   |
| 4    | Suazi  | 6 | 0 | 1 | 5 | 2   | 13  | 1   |

### Grupa J
| Msc. | Zespół        | M | W | R | P | Br+ | Br- | Pkt |
| ---- | ------------- | - | - | - | - | --- | --- | --- |
| 1    | Angola        | 6 | 4 | 0 | 2 | 7   | 5   | 12  |
| 2    | Uganda        | 6 | 3 | 2 | 1 | 6   | 2   | 11  |
| 3    | Kenia         | 6 | 2 | 2 | 2 | 4   | 4   | 8   |
| 4    | Gwinea Bissau | 6 | 1 | 0 | 5 | 2   | 8   | 3   |

### Grupa K
| Msc. | Zespół   | M | W | R | P | Br+ | Br- | Pkt |
| ---- | -------- | - | - | - | - | --- | --- | --- |
| 1    | Botswana | 8 | 5 | 2 | 1 | 7   | 3   | 17  |
| 2    | Tunezja  | 8 | 4 | 2 | 2 | 14  | 6   | 14  |
| 3    | Malawi   | 8 | 2 | 6 | 0 | 13  | 8   | 12  |
| 4    | Togo     | 8 | 1 | 3 | 4 | 6   | 10  | 6   |
| 5    | Czad     | 8 | 0 | 3 | 5 | 7   | 20  | 3   |

Objaśnienia:
- Msc. - miejsce,
- M - liczba rozegranych meczów,
- W - mecze wygrane,
- R - mecze zremisowane,
- P - mecze przegrane,
- Br+ - bramki zdobyte,
- Br- - bramki stracone,
- Pkt. - punkty (3 za zwycięstwo, 1 za remis, 0 za porażkę)

## Strzelcy
6 goli
- Issam Jemâa

5 goli
- Jerome Ramatlhakwane
- Mamadou Niang

4 gole
- Manucho
- Alain Traoré
- Samuel Eto’o
- Cheick Diabaté
- Dramane Traoré
- Papiss Cissé
- Moussa Sow
- Didier Drogba
- Gervinho
- Knowledge Musona

3 gole
9 zawodników
2 gole
47 zawodników
1 gol
148 zawodników
Gole samobójcze
- Joye Estazie (dla Senegalu)